# 奈及利亞播棋
奈及利亞播棋（Sokusowó），是流傳於奈及利亞的兩人棋類，是種播棋類，擁有獨特的分投與計分方式。

## 棋具
- 長方形棋盤，分為兩列各六洞。每方控制一列。

- 初始佈置時，每洞有四顆棋子。

## 規則
- 每回合玩家輪流行棋，從己方至少兩顆棋子的洞取出所有棋子，並把一顆拿取做作計分，其餘以逆時鐘方向分配到其他的洞中，一洞分配一顆，直至分配完。最後分配的一顆棋子若落於原先有棋子的棋洞時，把一顆拿取做作計分，其餘再進行分配動作，直到最後分配的棋子落於原先無棋洞的棋子。也就是每回合拿取的總棋子數等於分投的總次數。

- 玩家無法分投時，遊戲結束。

- 一方獲得超過總棋子數量一半時得勝[1]。